# تاریخ ایالات متحده (۱۹۱۸-۱۹۴۵)
تاریخ ایالات متحده (انگلیسی: History of the United States) در محدودهٔ سال‌های ۱۹۱۸ تا ۱۹۴۵ میلادی، شامل آمریکای پس از جنگ جهانی اول، رکود بزرگ و جنگ جهانی دوم می‌باشد. پس از پایان جنگ جهانی اول، ایالات متحده به دلیل دور شدن خواسته‌هایش در پیمان ورسای، از قبول پیوستن به جامعه ملل سر باز زد. در سال ۱۹۲۰ و با اصلاح متمی از قانون اساسی ایالات متحده، تولید، فروش، واردات و صادرات الکل ممنوع گردید هر چند داشتن مشروبات الکلی و نوشیدن آن هرگز غیرقانونی نبود. سطح کلی مصرف نوشیدنی‌های الکلی کاهش چشمگیری یافت. با این حال، ایالت‌ها و دولت‌های محلی از اجرای کامل این متمم که نوعی فشار اجباری به وجود آمده بود اجتناب می‌نمودند. دولت فدرال با پرونده‌های بسیاری درگیر شده بود چرا که معاملات قاچاقی مشروبات الکلی و مکان‌های فروش مشروبات الکلی قاچاق، تقریباً در هر شهری ریشه دوانده و باعث تشکیل باندهای جنایتکارانه و سازمان یافته‌ای گردیده بود که قدرت آنها از دیدگاه تعداد، استطاعت مالی، و نفوذ در سیاست‌های محلی به حد انفجار می‌رسید.
در طول دهه ۱۹۲۰، ایالات متحده از یک دورهٔ رونق باثبات برخوردار بود. فلاحت و برزگری در همین زمان به دلیل به وجود آمدن یک حباب کاذب در سال ۱۹۲۱ که باعث افزایش قیمت زمین‌ها گردید راکد گردید. با کاهش معادن زغال‌سنگ، نفت، به عنوان منبع اصلی انرژی جایگزین آن گردید. به غیر از این موارد بیشتر بخش‌ها رونق گرفتند. قیمت‌ها، پایدار بودند و تولید ناخالص داخلی تا سال ۱۹۲۹، درست در همان زمانی که حباب مالی را پشت سر گذاشت، به‌طور گسترده شاهد رشد بود.

## نگارخانه

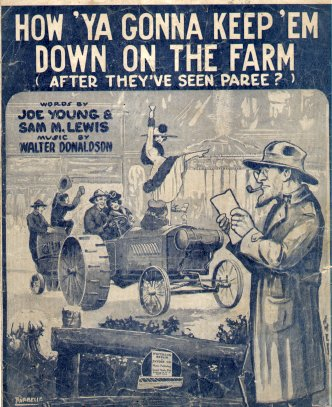
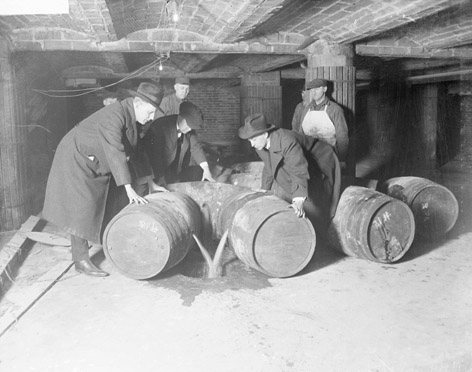
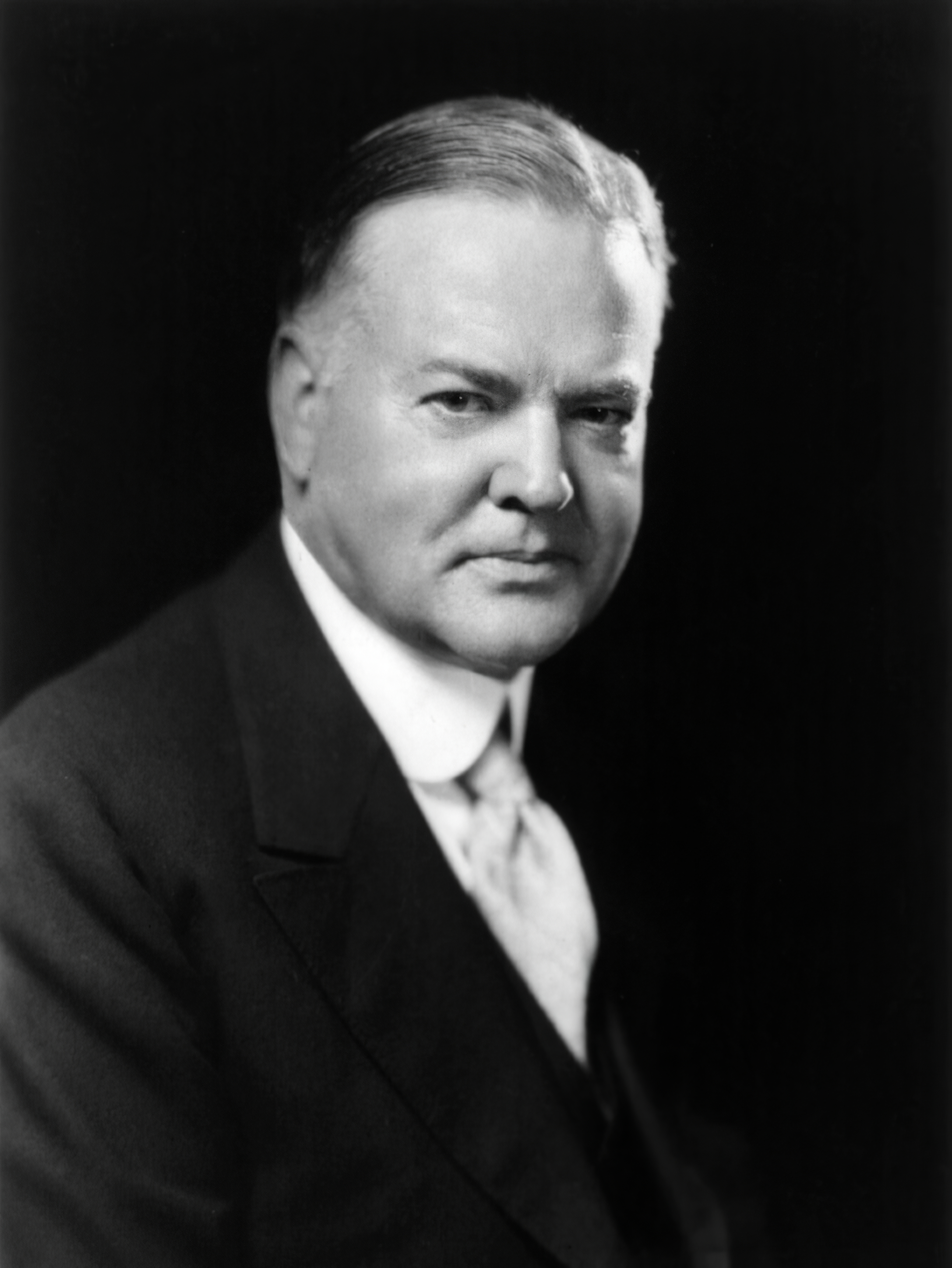
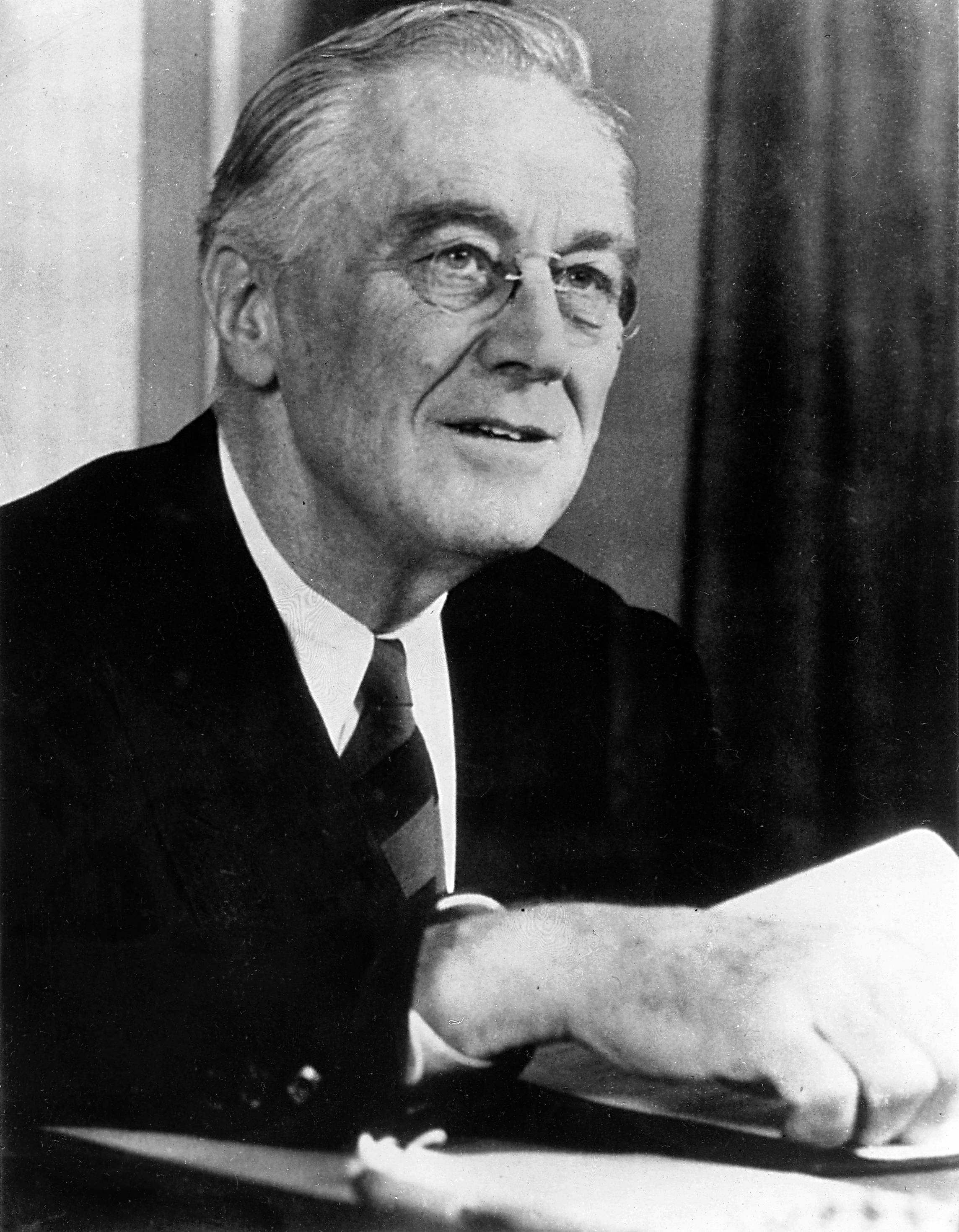
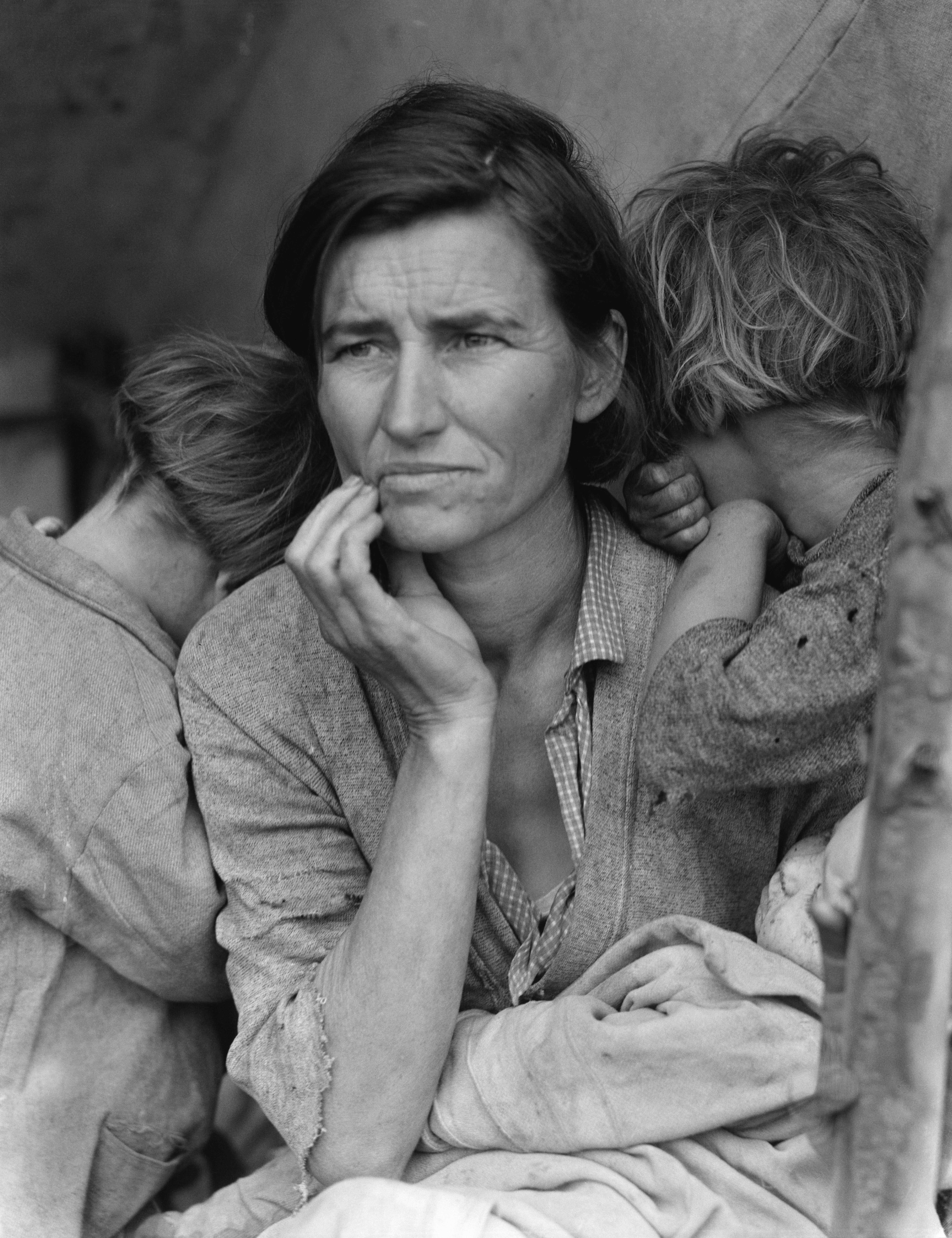
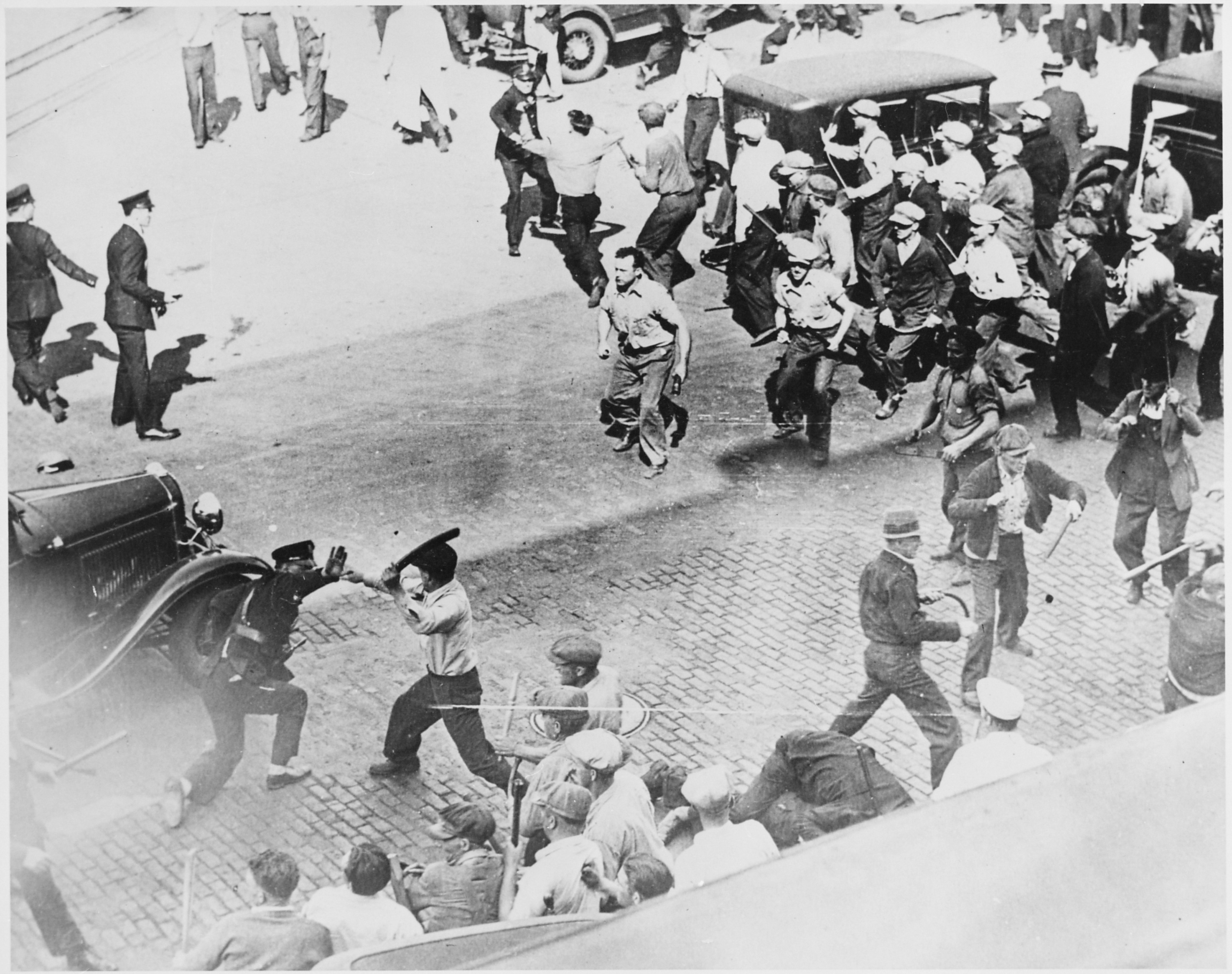
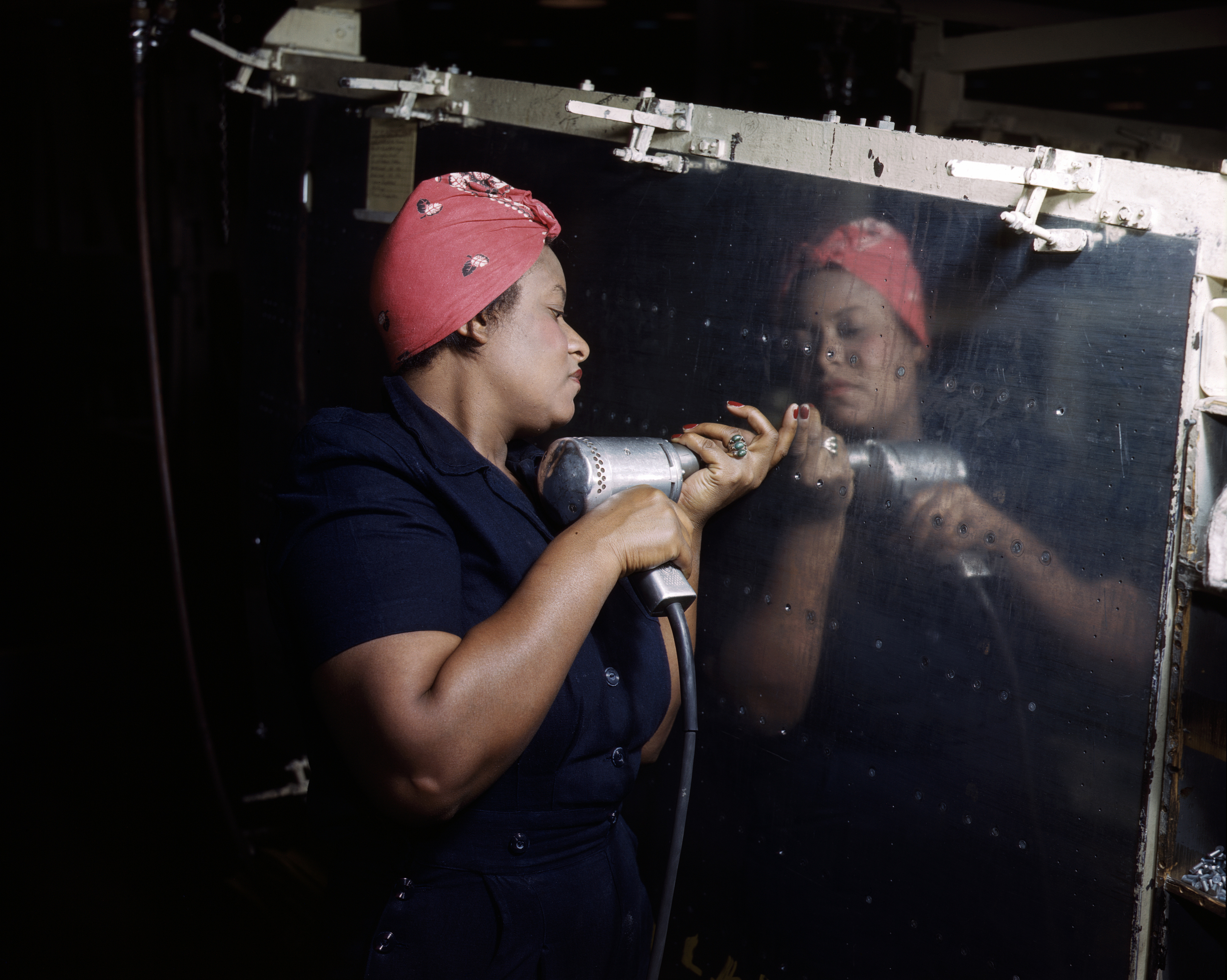
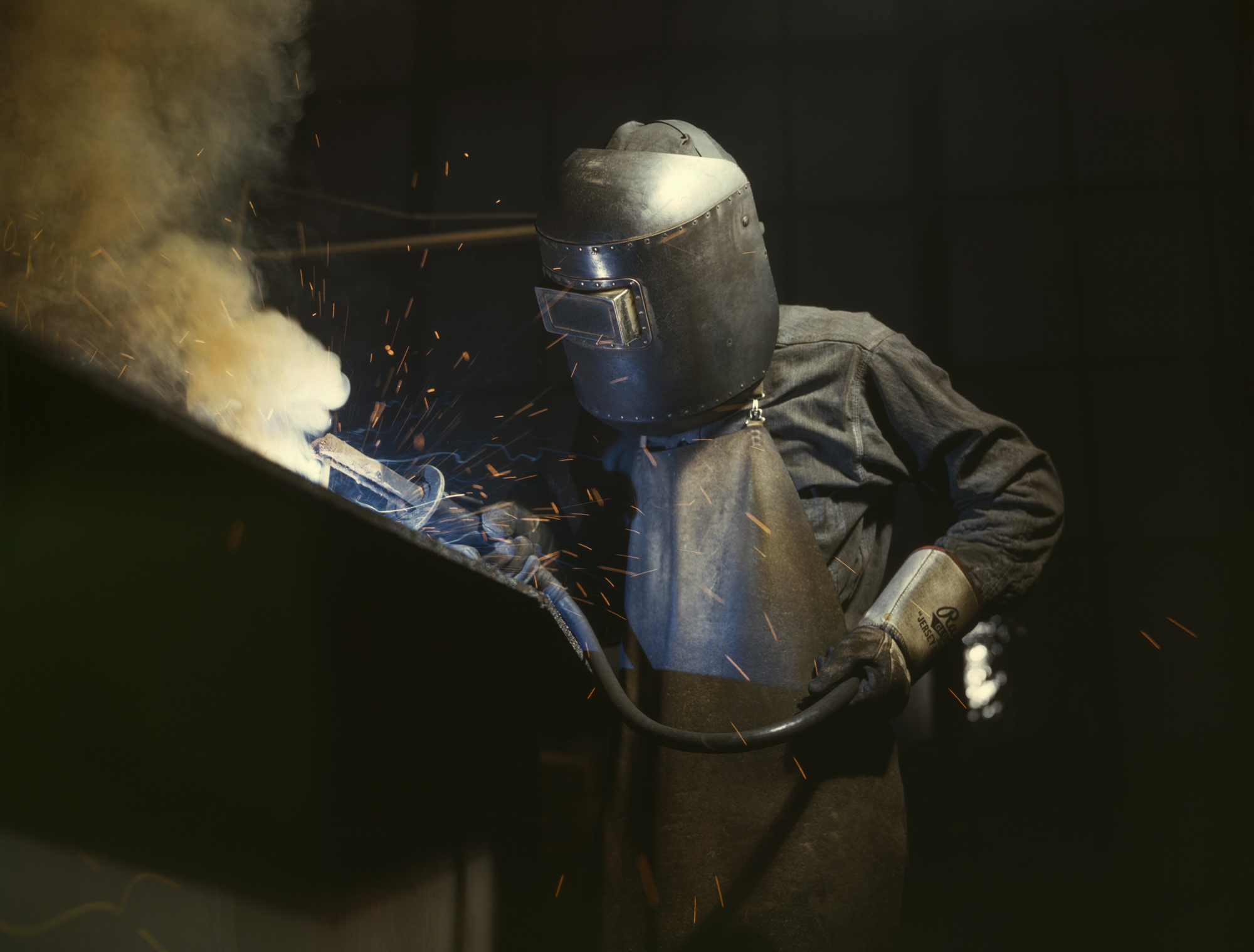